# ジョン・ブルック (イギリスの歴史学者)
ジョン・ブルック（英語: John Brooke、1920年5月4日 – 1985年）は、イギリスの歴史学者。18世紀のイギリス政治を専門とし、ルイス・バーンスタイン・ネイミアの門下で『英国議会史 1754–1790』を編集したことで知られる。

## 略歴
貧しい家庭で育ち、第二次世界大戦への参戦を経てヴィクトリア大学マンチェスター校で歴史学の学位を修得した。元より18世紀のイギリス政治に興味を持つブルックは1947年から1948年にかけて同大でルイス・バーンスタイン・ネイミアによる1760年代のイギリス政治に関する講義を経て、1951年には『英国議会史 1754–1790』を編集していたネイミアの助手になった。
一流の歴史学者であったネイミアからアーカイブに関する知識を得たブルックは、ネイミアの勧めもあり1956年にThe Chatham Administration 1766–1768（チャタム伯爵内閣に関する著作で、ネイミアが序文を書いた）を上梓したが、すでに高名なネイミアの批評家からは「ブルックを使った腹話術」と評された。好意的な書評もあった一方、ネイミアに批判的なA・J・P・テイラーも1956年11月に『マンチェスター・ガーディアン』紙への寄稿で「（ブルックは）ネイミアの手法を使うのみならず、ネイミアと同じ作風で書き、ネイミアが使うようなジョークも同じく使う」「（同作で果たしたことは）18世紀のばからしい貴族が実入りのいい官職をめぐって小競り合いする様子を人を苦しめるほどの詳細さで述べる」と酷評した。
『英国議会史』の編集に関しては1960年にネイミアが死去したことでブルックが残りの大半を書いた。1961年には第1巻と第2巻が完成、さらに2年かけて概観を書き上げたことで1964年春に全3巻が出版された。『英国議会史』はJ・C・D・クラークが1994年に「ネイミア手法の頂点にして正当性の裏付け」と評し、ナイジェル・アストン（Nigel Aston）が2021年に「ブルックが助産師のように同作を世に出したことで、ネイミアの18世紀学への貢献が完成された」と評した。
デイヴィッド・W・ヘイトン（David W. Hayton）によれば、1964年に『英国議会史』が出版された後、同作の出版委員会はブルックに次の『英国議会史 1790–1820』でも編集補佐にならないかとの打診があったが、編集長ではなかったためブルックは辞退した。その代わりに同年より王立手稿史料委員会で編集者（senior editor）を務めた。
1947年より30年以上『英国人名事典』増補版の編集者を務めたE・T・ウィリアムズ（E. T. Williams）の在任中、事典の改訂の必要性が明らかになっており、改訂に必要な資金が得られた場合の編集者にはブルックが内定されていたが、この時期に資金が得られたことはなく、ブルックは最終的には改定に関わらなかった。ただし、1971年に出版された第6増補版にはバーンスタインの伝記を寄稿している。
1972年にはジョージ3世の伝記を出版して好評を得た。王立手稿史料委員会での職務もあり、王立公文書館の資料を取得できた。また1960年代に度々ウィンザー城を訪れ、ウェールズ公チャールズがブルックの研究に興味を持ったことでチャールズがこの伝記に序文を寄稿した。
1985年にホレス・ウォルポールの『ジョージ2世回想録』（Memoirs of King George II）を編集して3巻で出版した。1968年にW・S・ルイス（W.S. Lewis）が提案したものだったが、ジョージ3世の伝記を出版した後に手稿史料委員会での仕事で忙しくなり、1975年になってようやく編集をはじめた作品だった。
70年代末になると体力が衰え、1979年9月の手紙によると「昔は朝6時から夜10時まで書斎に居れたが、最近は7時に起き、夜8時にはベッドに入っている」といい、『ジョージ2世回想録』を出版した年である1985年に死去した。歴史以外ではウィリアム・シェイクスピアの悲劇や切手収集を趣味とした。既婚者だった。

## 著作
- Brooke, John (1956). The Chatham Administration 1766–1768 (英語). Macmillan & Co.
- Brooke, John; Namier, Sir Lewis, eds. (1964). The House of Commons, 1754–1790 (英語). London: Secker & Warburg.
  - 『英国議会史（英語版）』として知られるシリーズの1作目。
- Brooke, John; Namier, Sir Lewis (1964). Charles Townshend (英語). Macmillan & Co.
- Brooke, John (1968). The Prime Ministers' Papers, 1801-1902 (英語). London: Her Majesty's Stationery Office.
- Brooke, John (1972). King George III (英語). London: Constable.
- Walpole, Horace (1985). Brooke, John (ed.). Memoirs of King George II (英語). New Haven: Yale University Press.